# Chrysiptera niger
Chrysiptera niger är en fiskart som först beskrevs av Allen, 1975.  Chrysiptera niger ingår i släktet Chrysiptera och familjen Pomacentridae. Inga underarter finns listade i Catalogue of Life.